# Magický realismus
Magický realismus je umělecký směr, ve kterém se prolíná reálná skutečnost s iluzivními prvky (sny, halucinace, mýty). Objevuje se v próze, poezii, malířství a dokonce i ve filmech. Často je spojován s rozmachem tohoto žánru v literatuře Latinské Ameriky v druhé polovině dvacátého století, a to především s knihou Sto roků samoty od Gabriela Garcíi Márqueze, která je považována za stěžejní dílo magického realismu. První knihou, která je označována za magickorealistický román, je Pan prezident od M. A. Asturiase, v němž se prolíná politická realita se světem mayských mýtů.

## Znaky magického realismu
- Obsahuje magické a mytické prvky (pověsti), vliv folklóru. Tyto prvky působí přirozeně, nejsou nijak vysvětlovány, protagonisté je přijímají, nehledají v nich logiku.
- Obsahuje množství detailních smyslových vjemů.
- Zakřivuje plynutí času do smyčky nebo ho úplně vynechá. Někdy také dochází k opakování minulosti v přítomnosti a prolínání dvou (a více) časových rovin.
- Dochází k obrácení příčiny a následku, například postava trpí před vypuknutím tragédie.
- Zobrazuje události z různých úhlů pohledu, např. z pozice věřícího a nevěřícího nebo kolonizovaného a kolonizujícího.
- Může být protestem proti totalitnímu režimu či kolonizaci.
- Může se odehrávat nebo vzniknout v místech míšení kultur.
- Dochází k zrcadlení minulosti a přítomnosti, astrální a fyzické roviny nebo jednotlivých postav.

## Podobné směry a žánry
- Postmodernismus – Magický realismus je často považován za kategorii postmoderní fikce, kvůli svému boji proti hegemonii a kvůli podobným postupům, jako je nelinearita plynutí času.
- Surrealismus – Mnozí z prvních magických realistů, jako Alejo Carpentier a Miguel Angel Asturias studovali surrealismus a samotný surrealismus ovlivnil mnoho aspektů jihoamerického umění. Nicméně zatímco surrealisté se snaží objevit a zobrazit svět nadřazený realitě pomocí automatického psaní, hypnózy a snů, magičtí realisté zobrazují reálný svět jako takový, pouze doplněný o zázraky a nadpřirozeno.
- Fantasy a Science fiction – tyto žánry zobrazují alternativní světy s vlastními pravidly a charakteristikou nebo ukazují, jak by náš svět mohla ovlivnit nová technologie či politický systém. Magický realismus ale v zásadě zobrazuje svět, v který někdo věří, věřil nebo by mohl věřit.

## Historie
Samotný termín magický realismus byl poprvé užit německým kritikem umění Franzem Rohem k popsání neobvyklého realismu amerických autorů, jako byli Ivan Albright, Paul Cadmus, George Tooker během dvacátých let, jejichž realismus obsahoval prvky nadreálna a fantastična. Termín se stal populárním během dvacátého století u autorů, jako byl Michail Bulgakov, Ernst Jünger a mnoha jihoamerických autorů, například Jorgeho Luise Borgese, Gabriela Garcíi Márqueze a Isabely Allende.

## Malířství
V malířství bývá tento pojem často zaměnitelný s postexpresionismem. Franz Roth takto nazýval malby, které se vracely k realismu po expresionistických extravangancích snažících se zobrazit vnitřní podstatu předmětu. Magický realismus podle Roha zobrazuje věrně zevnějšek objektu a podstata či magie předmětu se objeví sama. Někdy jsou za představitele magického realismu považováni Giorgio de Chirico, Henri Rousseau a Jan Zrzavý.

## Filmy
Někteří filmoví teoretici, např. Wendy B. Faris, tvrdí, že některé filmy, jako Čarodějky z Eastwicku nebo Field of Dreams by se daly zařadit do magického realismu, nicméně tento pojem se běžně u filmů nepoužívá.

## Autoři
- Džemal Kharčchadze
- Othar Čiladze
- Čingiz Ajtmatov
- Isabel Allende
- Sherman Alexie
- Jorge Luis Borges
- Francesca Lia Block
- Michail Bulgakov
- Italo Calvino
- Alejo Carpentier
- Miguel Ángel Asturias
- Ana Castillo
- Julio Cortázar
- Laura Esquivel
- Carlos Fuentes
- Günter Grass
- Russell Hoban
- Alice Hoffman
- William Patrick Kinsella
- Gabriel García Márquez
- Toni Morrisonová
- Haruki Murakami
- John Nichols
- Jordan Radičkov
- João Guimarães Rosa
- Juan Rulfo
- Salman Rushdie
- Graham Swift
- Donald Michael Thomas
- Derek Walcott
- Paulo Coelho